# Тазабеков, Тлепбай Тазабекович
Тлепбай Тазабекович Тазабеков (20 сентября 1929 — 9 ноября 2008) — казахский учёный, доктор сельскохозяйственных наук, профессор, основоположник аграрного почвоведения в Казахстане.

## Биография
Родился в Каратальском районе. Казах. Происходит из рода Андас племени жалайыр Старшего жуза.
В 1951 году окончил Казахский сельскохозяйственный институт.
В 1954 году, будучи аспирантом Института почвоведения Академии Наук Казахской ССР, направлен в Акмолинскую область для участия в освоении целинных земель.
В 1956 году защитил кандидатскую диссертацию на тему «Мелиоративная характеристика почв дельты реки Урала и приморской равнины».
В 1981 году защитил докторскую диссертацию на тему «Плодородие горных и предгорных почв».
В 1957—1964 и 1986—1995 годах — заведующий кафедрой почвоведения Казахского сельскохозяйственного института,
1964—1978 — проректор по научной работе Казахского сельскохозяйственного института,
1981—1985 — ректор Казахского сельскохозяйственного института.
Депутат Алматинского городского Совета (1982—1985).
Председатель Алма-Атинского областного Совета общества «Знание».
Член делегации Общества советско-американской дружбы в Колумбийский, Мэдисонский и Беркли университеты США (1981).
Женат, двое дочерей.

## Избранные сочинения
- Учебник «Почвы Казахстана» (1974),
- Монография «Повышение плодородия горных и предгорных почв» (1983), (владелец оригинала — библиотека Калифорнийского университета США, оцифрована 27 июля 2007 г., 188 с.),
- Хрестоматия «Плодородие почв» (1995),
- Словарь «Толковый словарь почвоведческих терминов» (1997),
- Учебник «Общее почвоведение» (1998),
- Монография «Топырақтар географиясы» (2000, 2006),
- Монография «Топырақ және қоршаған орта» (2001),
- Монография «Топырақтарды жақсарту, бағалау және қорғау» (2004),
- Учебник «Аграрлық топырақтану» (2008),
- Хрестоматия «Общество и интеллект» (2008).